# Shawn Michaels
Michael Shawn Hickenbottom, známý spíše jako Shawn Michaels, nebo také The Heartbreak Kid, zkráceně HBK, (* 22. července 1965 Chandler, Arizona) je bývalý americký profesionální wrestler. S wrestlingem začal 16. října 1984. S přestávkami od druhé poloviny 90. let působil v tag teamu s Triple H pod názvem D - generation X nebo zkráceně jen DX. Občas nastane one night reunion (naposledy na výročí 1000. epizody show Raw), ale pravidelně už v tomto týmu nepůsobí. Dne 28. března 2010 na PPV (Pay-Per-View - show za které se platí) Show WrestleManii XXVI, proběhl zápas Shawn Michaels vs. The Undertaker Streak vs. Career match, po kterém svoji kariéru ukončil. Jeho odchod byl dlouho plánovaný, kvůli jeho zdravotním problémům s koleny. Ve WWE nyní pracuje jako Senior Vicepresident vývojového centra pro budoucí wrestlingové talenty. Také pracuje jako ředitel show NXT.

## Získané tituly
- 2× AWA World Tag Team Championship
- 1× NWA Central States Tag Team Championship
- 2× AWA Southern Tag Team Championship
- 2× TASW Texas Tag Team Championship
- 1× TASW Six-Man Tag Team Championship
- 1× TWA Heavyweight Championship
- 3× WWF World Heavyweight Championship
- 1× World Heavyweight Championship
- 3× WWF Intercontinental Championship
- 1× WWF European Championship
- 1× WWE Tag Team Championship
- 5× WWF Tag Team/World Tag Team Championship
- Royal Rumble (1996,1997)
- 1 Grand Slam Champion
- 4 Triple Crown Champion
- 15× Slammy Awards
- WWE Hall of Fame (2011,2019)

## Přezdívky
- „The Heartbreak Kid (HBK)“
- „Sexy Boy“
- „The Showstopper“
- „The Most Honored Champion In WWE History“
- „The Headliner“
- „The Main Event“
- „The Icon“
- „Mr. WrestleMania“
- „Mr. Hall of Fame“
- „The Best Of The Best“